# Остров Шёнау
Остров Шёнау — остров архипелага Земля Франца-Иосифа. Административно относится к Приморскому району Архангельской области России.
Расположен в юго-восточной части архипелага в километре от северного мыса острова Кольдевея.
Представляет собой вытянутую невысокую скалу длиной около 100 метров. Ледового покрытия не имеет.
Назван в честь Шёнау (Лазне-Шанов, ныне часть города Теплице) на северо-западе Чехии, родного города первооткрывателя Земли Франца-Иосифа Юлиуса Пайера.